# レキミ
『レキミ』は、レキシの3枚目のアルバム。

## 解説
前作に引き続き参加の足軽先生こといとうせいこう、シャカッチことハナレグミに加え、斉藤和義、Salyu、真城めぐみ（HICKSVILLE）、山口隆（サンボマスター）が新たにゲストとして参加。
キー・ビジュアルは“あんみつ姫”風の真っ赤な着物姿。
初回限定版は本人+参加ミュージシャンによる約1万枚の直筆手書きジャケット。DVDは、「姫君Shake! feat. 齋藤摩羅衛門」のミュージックビデオ、レキシ池ちゃんとシャカッチ、百休さんによる遺跡ドキュメンタリー、「赤き縄文から青き弥生へ」 （撮影・いかるがくん）を収録。

## 収録曲
| 全作曲・編曲: 池田貴史。 |                                          |                          |            |      |
| #                        | タイトル                                 | 作詞                     | 作曲・編曲 | 時間 |
| 1.                       | 「大奥〜ラビリンス〜 feat.シャカッチ」   | 池田貴史                 | 池田貴史   | 5:29 |
| 2.                       | 「姫君Shake! feat.齋藤摩羅衛門」         | 池田貴史                 | 池田貴史   | 3:46 |
| 3.                       | 「武士ワンダーランド feat.カブキちゃん」 | 池田貴史                 | 池田貴史   | 5:15 |
| 4.                       | 「ハニワニハ」                           | 池田貴史                 | 池田貴史   | 3:36 |
| 5.                       | 「恋に落ち武者 feat.足軽先生」           | 池田貴史、いとうせいこう | 池田貴史   | 4:20 |
| 6.                       | 「古墳へGO!」                            | 池田貴史                 | 池田貴史   | 4:30 |
| 7.                       | 「甘えん坊将軍」                         | 池田貴史                 | 池田貴史   | 4:14 |
| 8.                       | 「君がいない幕府 feat.お台所さま」       | 池田貴史                 | 池田貴史   | 4:42 |
| 9.                       | 「LOVE弁慶」                             | 池田貴史                 | 池田貴史   | 3:32 |
| 10.                      | 「墾田永年私財法 feat.田ンボマスター」   | 池田貴史                 | 池田貴史   | 5:24 |

## 参加ミュージシャン

### ゲスト
- 足軽先生（いとうせいこう from □□□） (#5)
- シャカッチ（ハナレグミ） (#1,3)
- 齋藤摩羅衛門（斉藤和義） (#2)
- カブキちゃん（Salyu） (#3)
- お台所さま（真城めぐみ from HICKSVILLE） (#8)
- 田ンボマスター（山口隆 from サンボマスター） (#10)

### サポートメンバー
- ヒロ出島（山口寛雄 / ベース） (#1,2,3,6,7,9,10）
- 蹴鞠chang（玉田豊夢 / ドラムス） (#1,2,3,5,6,7,9,10）
- 健介さん格さん（奥田健介 from NONA REEVES / ギター） (#1,2,3,6,7,9,10)
- DA小町（町田昌弘 / ギター） (#2,6,7,10)
- 元気出せ！遣唐使（渡和久 from 風味堂 / キーボード） (#7,9)
- となりのトロ遺跡（朝倉真司 / パーカッション） (#1,5,7)
- 鉄剣通（川上鉄平 / トランペット） (#1)
- 滝のもとの人麻呂（滝本尚史 / トロンボーン） (#1)
- TAKE島流し（武嶋聡 / サックス） (#1)
- 十二ひとみ（山上ひとみ / サックス） (#6)
- らばお家屋敷（The Three Robbers Orchestra / コーラス）(#2)